# Centre d'études stratégiques de la Marine
 (septembre 2023).
 (mai 2022).
La mise en forme du texte ne suit pas les recommandations de Wikipédia : il faut le « wikifier ».
Les points d'amélioration suivants sont les cas les plus fréquents :
- Les titres sont pré-formatés par le logiciel. Ils ne sont ni en capitales, ni en gras.
- Le texte ne doit pas être écrit en capitales (les noms de famille non plus), ni en gras, ni en italique, ni en « petit »…
- Le gras n'est utilisé que pour surligner le titre de l'article dans l'introduction, une seule fois.
- L'italique est rarement utilisé : mots en langue étrangère, titres d'œuvres, noms de bateaux, etc.
- Les citations ne sont pas en italique mais en corps de texte normal. Elles sont entourées par des guillemets français : « et ».
- Les listes à puces sont à éviter, des paragraphes rédigés étant largement préférés. Les tableaux sont à réserver à la présentation de données structurées (résultats, etc.).
- Les appels de note de bas de page (petits chiffres en exposant, introduits par l'outil «  Source ») sont à placer entre la fin de phrase et le point final[comme ça].
- Les liens internes (vers d'autres articles de Wikipédia) sont à choisir avec parcimonie. Créez des liens vers des articles approfondissant le sujet. Les termes génériques sans rapport avec le sujet sont à éviter, ainsi que les répétitions de liens vers un même terme.
- Les liens externes sont à placer uniquement dans une section « Liens externes », à la fin de l'article. Ces liens sont à choisir avec parcimonie suivant les règles définies. Si un lien sert de source à l'article, son insertion dans le texte est à faire par les notes de bas de page.
- La présentation des références doit suivre les conventions bibliographiques. Il est recommandé d'utiliser les modèles {{Ouvrage}}, {{Chapitre}}, {{Article}}, {{Lien web}} et/ou {{Bibliographie}}. Le mode d'édition visuel peut mettre en forme automatiquement les références.
- Insérer une infobox (cadre d'informations à droite) n'est pas obligatoire pour parachever la mise en page.

Pour une aide détaillée, merci de consulter Aide:Wikification.
Si vous pensez que ces points ont été résolus, vous pouvez retirer ce bandeau et améliorer la mise en forme d'un autre article.
Héritier de l’École Supérieure de Guerre Navale, le Centre d’études stratégiques de la Marine (CESM), anciennement appelé Centre d’études supérieures de la Marine, est un organisme de recherche et d'enseignement situé dans l'enceinte de l’École Militaire de Paris.

## Histoire

### Fondation de l’École supérieure de la Marine
Le Centre d'études stratégiques de la Marine (CESM) est l’hériter d’une longue tradition de l’enseignement militaire. Son origine remonte à la création en 1896 de l’École Supérieure de la Marine, destinée à former les officiers d’État-major et généraux. La formation des quatre écoles de guerre supérieures est la conséquence de la défaite de 1870 et le constat d’une faiblesse dans la formation des officiers généraux.
Elle devient en 1920 l’École Supérieure de Guerre Navale, son appellation continuera d'évoluer avec le temps mais ses missions resteront similaires. C'est en 1993 qu'elle est dissoute dans le cadre d'une réforme des écoles de guerre supérieures. Ses missions sont réparties entre 2 nouveaux organismes, le Collège Interarmées de Défense qui est devenu en 2011 l’École de Guerre, et le Centre d’Enseignement Supérieur de la Marine, le CESM.

### Un centre d'enseignement et de rayonnement
Durant cette période, le CESM est principalement devenue une structure de soutien au Collège Interarmées de Défense, préparant les élèves officiers aux concours de l’École de Guerre, ainsi qu’un centre de recherche et de documentation spécialisé sur les thématiques navales de Défense.
Le CESM devient le Centre d’Études Stratégique de la Marine en 2014, cette nouvelle direction est issue de plusieurs changements. Le centre n’est plus seulement chargé de l’enseignement mais aussi du rayonnement et de l’influence de la Marine Nationale. En 2009 la fusion des différents centres de documentations de l’École Militaire supprime également la partie gestion des ressources documentaires du centre.
La partie enseignement évolue, avec la création de cycles d’études Marines, l’organisation de conférences et d’évènements extérieurs. Le pôle étude est lui renforcer et voit également ses missions et production être diversifié avec le temps. Le CESM s’oriente alors comme un centre d’influence et de réflexion, et se retrouve fusionné avec le Commandement de la Marine (COMAR).

## Missions
Le Centre d’études stratégiques de la Marine (CESM) contribue à une meilleure compréhension et diffusion des grands enjeux maritimes et navals.
S'appuyant sur les liens tissés avec la société civile, think-tank, universités, réservistes, il participe au rayonnement de la Marine nationale. Son directeur est le délégué au rayonnement du chef d'état-major de la Marine, et est responsable du pilotage de la réserve citoyenne de la Marine nationale.

### Recherche et publications
Dans le cadre de son activité de recherche sur les thèmes militaires et civils du domaine naval, le CESM dirige plusieurs publications spécialisées, destinées au grand public :
1. Études Marines, une publication scientifique semestrielle en accès libre portant sur un thème choisi lié au domaine maritime, et regroupant plusieurs articles de spécialistes dans l'optique d'apporter plusieurs angles d'approche du sujet choisi[3],[4].
2. Brèves Marines, une lettre mensuelle en accès libre visant à offrir une analyse concise sur un thème particulier de l'actualité maritime[5].
3. La carto du mois, une publication mensuelle proposant une analyse d'une zone maritime choisie par le biais d'une cartographie[6].

Le CESM produit et anime également deux podcasts en accès libre :
1. PÉRISCOPE, un podcast d'une durée d'une heure dans lequel plusieurs experts débattent sur une thématique liée aux enjeux maritimes[7].
2. ÉCHO, un podcast dans lequel un expert s'exprime sur une thématique maritime relevant de son domaine d'expertise[8].

Le compte Linkedin du CESM publie également régulièrement des « #AmerDuJour », visant à donner des informations brèves sur l'actualité immédiate en matière maritime.

### Enseignement
Il intervient également dans le cadre de formations extérieures, à l'université Paris I Panthéon-Sorbonne, à l'institut d'études politiques de Paris, et dans le cadre de Masters universitaires spécialisés tournés vers des domaines maritimes.
Depuis 1996, le CESM décerne le prix amiral Daveluy, qui récompense par la somme de 3.000 € des travaux en sciences de l'ingénieur (techniques navales, biologie marine, océanographie…) et en sciences humaines et sociales (droit, géographie, histoire, géopolitique…) portant sur les domaines de la pensée navale et du fait maritime.

### Rayonnement
Le CESM organise régulièrement des colloques et conférences, tels que des « conférences navales », interventions portant sur une thématique précise.
Il gère également la réserve citoyenne de la Marine, et alimente différents réseaux en lien avec le monde maritime : collaborateurs parlementaires, associations (anciens marins, étudiants...), artistes, etc. Depuis 2014, le Centre est chargé de la tutelle du corps des Peintres officiels de la Marine, un ensemble d'artistes ayant consacré leur art à la mer et à la Marine, nommé par le Ministre de la Défense.

## Directeurs

### École supérieure de guerre de la Marine
- 1895-1897 : contre-amiral Fournier

### Ecole des hautes études de la Marine
- 1897-1898 : contre-amiral Roustan

### École supérieure de Marine
- 1898-1900 : contre-amiral Bienaime
- 1900-1901 :contre-amiral Ingouf
- 1902-1903 : contre-amiral Mallarme
- 1904-1095 : contre-amiral Mancero
- 1906-1907 : contre-amiral Sagel de la Jonchère
- 1908-1909 : contre-amiral Gaschard
- 1910-1911 : contre-amiral Baudry-Lacantinerie
- 1912-1913 : contre-amiral Perrin
- 1914 : contre-amiral Charlier
- 1920 : contre-amiral Thomine
- 1921-1922 : Contre-Amiral Ratye

### Centre des hautes études navales et école de guerre navale
- 1922-1925 : vice-amiral Ratye
- 1925-1926 : vice-amiral Jehenne
- 1927-1929 : Vice-amiral Durand-Viel
- 1930 : vice-amiral Breart de Boisanger
- 1931-1932 : Vice-amiral Mouget
- 1932-1935 : Vice-amiral Castex
- 1935-1936 : vice-amiral Laborde
- 1936-1938 : vice-amiral Castex
- 1938-1939 : vice-amiral Odend'hal

### École de guerre navale
- 1947-1949 : contre-amiral Adam
- 1949-1951 : Vice-amiral Mariani
- 1952-1956 : contre-amiral Conge
- 1956-1957 : contre-amiral Champion
- 1957-1958 : contre-amiral Sacaze
- 1958-1959 : Vice-amiral Amman
- 1959-1960 : Vice-amiral O'Neill
- 1960-1962 : contre-amiral Celerier

### École supérieure de guerre navale
- 1962-1963 : Vice-amiral d'escadre Lahaye
- :1963-9166 : contre-amiral Cagger
- 1966-1968 : contre-amiral Duval
- 1968-1971 : vice-amiral Bourdais
- 1971-1974 : vice-amiral Houot
- 1974-1976 : vice-amiral Lasserre
- 1976-1978 : contre-amiral Lacoste
- 1978-1980 : contre-amiral Choupin
- 1980-1981 : vice-amiral d'escadre Orosco
- 1981-1983 : vice-amiral Degermann
- 1983-1985 : vice-amiral Lesec
- 1985-1987 : vice-amiral Lefebvre
- 1987-1990 : vice-amiral Betermier
- 1990-1992 : vice-amiral Labouerie
- 1992-1993 : contre-amiral De Bonet

### Centre d'enseignement supérieur de la Marine
- 1993-1996 : contre-amiral Duval
- 1996-1999 : contre-amiral Girard
- 1999-2000 : capitaine de vaisseau Desmarest
- 2000-2005 : contre-amiral Lepeu
- 2005-2006 :contre-amiral Levesque
- 2007-2008 :contre-amiral Lajous
- 2008-2008 : capitaine de vaisseau Chaplet
- 2008-2010 : contre-amiral Delastic

### Centre d'études supérieures de la Marine
- 2010-2012 : vice-amiral  Vichot
- 2012-2014 : capitaine de vaisseau Finaz

### Centre d'études stratégiques de la Marine
- 2014-2017 : contre-amiral Rousseau
- 2017-2018 : contre-amiral Boivin
- 2018-2021 : capitaine de vaisseau Postec
- 2021 : contre-amiral de Saint Germain
- 2023 : contre-amiral Majou
- 2024: contre-amiral Samson